# شرکت بسته‌بندی آمریکا
شرکت بسته‌بندی آمریکا (انگلیسی: Packaging Corporation of America) شرکت بسته‌بندی آمریکایی است، که در سال ۱۹۵۹ تأسیس شد.